# Jo Brouns
Jo Brouns (Bree, 12 januari 1975) is een Belgisch politicus voor de CD&V.

## Levensloop

### Algemeen
Hij is de zoon van Hubert Brouns, die burgemeester van Kinrooi was en voor CD&V in de Kamer van volksvertegenwoordigers en het Vlaams Parlement zetelde. Hij behaalde in 1997 het diploma van maatschappelijk assistent aan de Katholieke Universiteit Leuven en promoveerde er daarna in 2000 tot licentiaat in de criminologie. Van 2000 tot 2002 was hij criminaliteitsanalist bij de stad Genk en van 2002 tot 2007 was hij personeelsadviseur bij de Politiezone GAOZ.
Brouns is gehuwd en heeft 3 kinderen.

### Politieke carrière
Bij de provincieraadsverkiezingen van oktober 2006 werd Brouns verkozen als provincieraadslid voor de provincie Limburg, wat hij bleef tot in mei 2019. In 2009 stond hij op de Limburgse CD&V-kieslijst voor het Vlaams Parlement als derde opvolger, hij behaalde 13.399 voorkeurstemmen. Hij was in die periode ook kabinetsmedewerker van verschillende CD&V-ministers: van 2007 tot 2008 bij federaal minister van Justitie Jo Vandeurzen, van 2008 tot 2009 bij federaal minister van Ambtenarenzaken Steven Vanackere en van 2009 tot 2019 opnieuw bij Jo Vandeurzen, die toen Vlaams minister van Welzijn was.
Sinds 1 januari 2013 is hij gemeenteraadslid en burgemeester van Kinrooi. Bij de Vlaamse verkiezingen van 26 mei 2019 stond hij als eerste opvolger op de CD&V-lijst in de kieskring Limburg. Omdat Jo Vandeurzen besliste om zijn zetel in het Vlaams Parlement niet op te nemen, volgde Brouns hem op. Hij was er van 2019 tot 2021 vast lid van de commissie Onderwijs en van 2021 tot 2022 vast lid van de commissie Mobiliteit en Openbare Werken.
Op 18 mei 2022 werd hij minister van Werk, Innovatie, Landbouw, Economie en Sociale Economie in de Vlaamse regering, waar hij de bevoegdheden van partijgenote Hilde Crevits overnam, die Wouter Beke opvolgde als Vlaams minister van Welzijn, Volksgezondheid en Gezin. Hierdoor raakte hij verhinderd als burgemeester, al bleef hij deze titel wel titelvoerend uitoefenen. Zijn partijgenoot Wim Rutten werd waarnemend burgemeester, na de gemeenteraadsverkiezingen van oktober 2024 werd die rol overgenomen door Peter Nies.
Bij de Vlaamse verkiezingen van 9 juni 2024 was Brouns lijsttrekker voor CD&V in de kieskring Limburg en werd hij met bijna 47.000 voorkeurstemmen opnieuw verkozen als Vlaams Parlementslid. In de daarop gevormde regering-Diependaele werd Brouns op 30 september 2024 Vlaams minister van Landbouw en Omgeving.